# غاري بيرتيني
غاري بيرتيني (بالعبرية: גארי ברתיני‏) (1 مايو 1927 - 17 مارس 2005) مؤلف موسيقي وقائد أوركسترا إسرائيلي.
في عام 1978 حصل على جائزة إسرائيل في الموسيقى.

## حياته
ولد غاري بيرتيني (باسم شلومي غلورغانت) في بريشيفا (التي كانت تتبع وقتها منطقة بيسارابيا في رومانيا، وتقع حاليا في دائرة دوندوشيني في مولدوفا). كان والده أرون غولرغانت شاعرًا ومترجمًا للأدب الروسي واليديشي إلى العبرية، وللأعمال العبرية إلى اليديشية. وكانت والدته بيرتا غولرغانت طبيبة وعالمة أحياء. وهاجروا إلى فلسطين عام 1946. ودرس غاري الموسيقى في كلية معلمي الموسيقى في تل أبيب ثم في ميلانو بإيطاليا وفي معهد كونسرفتوار باريس.

## عمله الموسيقي
وبعد عودته إلى  إسرائيل، أسس غاري بيرتيني «رينات» (فرقة إسرائيل لكورال الغرفة) في عام 1955. كان مستشارًا موسيقيًا لفرقة «باتشيفا للرقص» وألف موسيقى للعديد من عروض مسرح هبيما والمسرح الوطني الإسرائيلي ومسرح كاميري. وأسس أوركسترا إسرائيل لموسيقى الغرفة عام 1965 وكان قائدها حتى عام 1975. في عام 1976 أجرى العرض العالمي الأول لأوبرا «أشميداي» لجوزيف تال في أوبرا هامبورغ.
كان بيرتيني قائد الأوركسترا السيمفونية في القدس من 1978 إلى 1986. كما شغل منصب المدير الفني للأوبرا الإسرائيلية من عام 1988 إلى عام 1997.

## وفاته
نُقل بيرتيني إلى المستشفى أثناء وجوده في باريس، ثم نُقل إلى مستشفى في تل هشومير بإسرائيل. وتوفي هناك في 17 آذار 2005 ودفن في كفر فيتكين.

## عمله خارج إسرائيل
عمل بيرتيني أيضا خارج إسرائيل. فكان مستشارًا موسيقيًا لأوركسترا ديترويت السيمفونية من 1981 إلى 1983 والقائد الرئيسي لأوركسترا راديو كولونيا السيمفونية من 1983 حتى 1991. كما شغل منصب القائد الرئيسي في «دار مسرح وأوبرا فرانكفورت» من 1987 إلى 1990، وأوركسترا طوكيو متروبوليتان السيمفونية من 1998 إلى 2005، وقبل وفاته بقليل مدير مسرح سان كارلو في نابولي. كما عمل كقائد ضيف مع أوبرا هامبورغ، والأوبرا الاسكتلندية، ولا سكالا، وأوبرا ناسيونال دو باريس، وأوركسترا برلين الفيلهارمونية وغيرها.

## جوائز
- 1978 - جائزة إسرائيل للموسيقى، إسرائيل [8]
- 1995 - جائزة أبياتي: أفضل قائد موسيقي، إيطاليا
- 1998 - جائزة أبياتي: أفضل قائد أوبرالي، إيطاليا
- 2000 - جائزة رئيس الوزراء للمؤلفين الموسيقيين، إسرائيل

## روابط خارجية
- الموقع الرسمي لغاري بيرتيني
- سيرة ذاتية قصيرة باللغة العبرية
- نعي غاري بيرتيني في صحيفة الإندبندنت (لندن)
- مقال تذكاري عن غاري بيرتيني بقلم ميشال سمويرا كوهن لمعهد الموسيقى الإسرائيلي
- مقابلة مع جاري بيرتيني، 12 سبتمبر 1990